# Бинович, Яков Ефимович
Яков Ефимович Бинович (1898-1961) — генерал-майор Советской Армии, участник Гражданской и Великой Отечественной войн.

## Биография
Яков Ефимович Бинович родился 11 октября 1898 года в Санкт-Петербурге. Окончил реальное училище, затем поступил на учёбу в политехнический институт, но окончил лишь один курс. В 1918 году он пошёл на службу в Рабоче-Крестьянскую Красную Армию. Участвовал в боях Гражданской войны. После её окончания продолжил службу в артиллерийских частях Красной Армии, командовал бронепоездом, артиллерийским полком. В 1932 году Бинович окончил Военно-техническую академию.
С 1934 года Бинович находился на преподавательской работе, был преподавателем, профессором кафедры танков, начальником факультета Военной академии механизации и моторизации Красной Армии. 7 февраля 1943 года ему было присвоено воинское звание генерал-майора инженерно-танковой службы. С октября 1943 года — на фронтах Великой Отечественной войны. Воевал в должности заместителя командующего бронетанковыми и механизированными войсками Южного и 2-го Украинского фронтов. Участвовал в освобождении Румынии и Венгрии, координировал ремонт повреждённых в боях танков, их эвакуацию и пополнение новой техникой действующих частей. 29 мая 1945 года Биновичу было присвоено звание генерал-лейтенанта инженерно-танковой службы.
После окончания войны Бинович продолжил службу в Советской Армии, был начальником факультета в Военной академии бронетанковых и механизированных войск. В апреле 1953 года он вышел в отставку. Проживал в Москве. Умер 27 апреля 1961 года, похоронен на Преображенском кладбище Москвы.
Был награждён орденом Ленина, тремя орденами Красного Знамени, орденом Отечественной войны 1-й степени, двумя орденами Красной Звезды, а также рядом медалей.